# Harold Lloyd paa Rævejagt
Harold Lloyd paa Rævejagt er en amerikansk stumfilm fra 1921 af Fred C. Newmeyer.

## Medvirkende
- Harold Lloyd
- Mildred Davis
- James T. Kelley som Mr. O'Brien
- Aggie Herring som Mrs. O'Brien
- Vera White
- William Gillespie
- Mary Pickford